# Megarine
Megarine è un comune dell'Algeria, situato nella provincia di Touggourt.